# Houyi
Houyi és un arquer mitològic xinès. També era conegut com Shen Yi i simplement com Yi (羿. També se li dona normalment el títol de "Lord Arquer". De vegades se'l representa com un déu del tir amb arc o un xianren descendit del cel per ajudar la humanitat. En altres ocasions, se'l presenta simplement com mig diví o completament mortal. La seva dona, Chang'e (嫦娥 Cháng'é), és una de les divinitats lunars.

## Mite
A la mitologia xinesa hi havia 10 sols. Inicialment, els 10 sols travessen el cel un a un, però un dia, els 10 sols van sortir alhora, cremant la terra. Houyi va rebre l'encàrrec del mític rei Yao de controlar els sols. Houyi primer va intentar raonar amb els sols. Quan això no va funcionar, va fingir que els disparava amb el seu arc per intimidar-los. Quan els sols es van negar de nou a fer cas de les advertències d'en Houyi, va començar a disparar-los un per un. A mesura que cadascú quèia, es convertia en un corb de tres potes. Finalment, només va quedar un sol. El rei Yao i la mare del sol, Xihe, van demanar que el perdonés per a la prosperitat de l'home. En altres variants, l'última fletxa d'en Houyi va ser robada per un nen valent o per el mateix rei Yao, que es va adonar que la terra requereix un sol.
Houyi també era conegut per l'assassinat, mutilació i empresonament de diverses altres bèsties mítiques com ara Yayu, Zaochi, Jiuying, Dafeng, Fengxi i Xiushe. El rei Yao li havia ordenat que perseguís aquestes criatures, ja que totes causaven problemes als humans.
Houyi va rebre la píndola de la immortalitat pels déus. Un dels aprenents de Houyi anomenat Feng Meng va irrompre a la casa d'Houyi a la recerca de la píndola de la immortalitat mentre aquest estava a la caça. La seva dona Chang'e es va empassar la píndola abans que Feng Meng pogués agafar-la. Després de menjar la píndola, Chang'e va pujar a la lluna.
En una altra versió, després que Houyi enderroqués els sols, va ser proclamat com un heroi-rei pel poble. Tanmateix, un cop coronat rei, es va convertir en un tirà i va sotmetre el seu poble. Houyi també havia obtingut un elixir d'immortalitat de Xiwangmu per viure per sempre. Chang'e tenia por que si vivia per sempre, aquella gent seria per sempre víctima de la seva crueltat. Per tant, Chang'e va consumir l'elixir i va marxar surant. Mentre ho feia, Houyi va intentar abatre-la però no va aconseguir. Pel seu sacrifici, la gent s'ha dedicat a homenatjar-la durant la Festa de la Mitja Tardor.

## Referències històriques

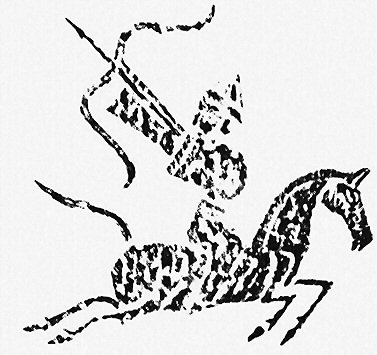
Relleu de Houyi
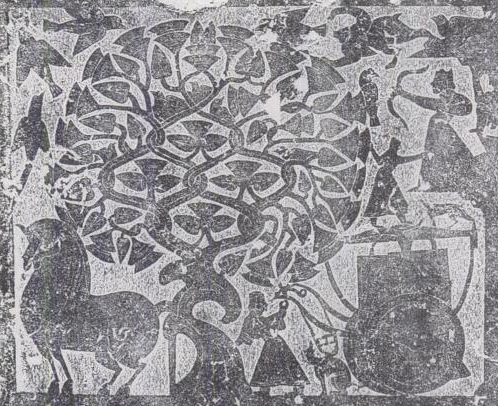
Houyi apunta als sols (angle superior dret); rellus dels santuaris de la família Wu